# Serie Mundial de 1907
La Serie Mundial de 1907 de béisbol fue disputada entre Chicago Cubs y Detroit Tigers. El primer encuentro fue suspendido debido a la obscuridad, pues se había alargado a doce innings estando empatado a tres carreras por equipo. Los juegos posteriores serían dominados por los Cubs, con victorias de 3-1 y 5-1 en el segundo y tercer encuentro. En el cuarto juego los Tigers se pondrían adelante en el cuarto episodio con anotación de Ty Cobb, empujado por Claude Rossman. A pesar de todo, los Cubs remontarían el score ganando 6-1. Los de Chicago amarrarían el título en la quinta partida con marcador de 2-0 con Mordecai Brown anotándose la blanqueada.
Los Cubs habían dominado la temporada regular con 17 juegos de ventaja sobre Pittsburgh Pirates como lejano segundo lugar. En la postemporada, sobresalieron con una ofensiva encabezada por Harry Steinfield (.471) y Johnny Evers (.350), más quince bases robadas en total. Por el lado de los lanzadores, impidieron a los Tigers anotar en 43 entradas y mantuvieron silenciado a su estelar Ty Cobb, quien había terminado con el mejor promedio de bateo en la temporada regular de la Liga Americana.

## Desarrollo

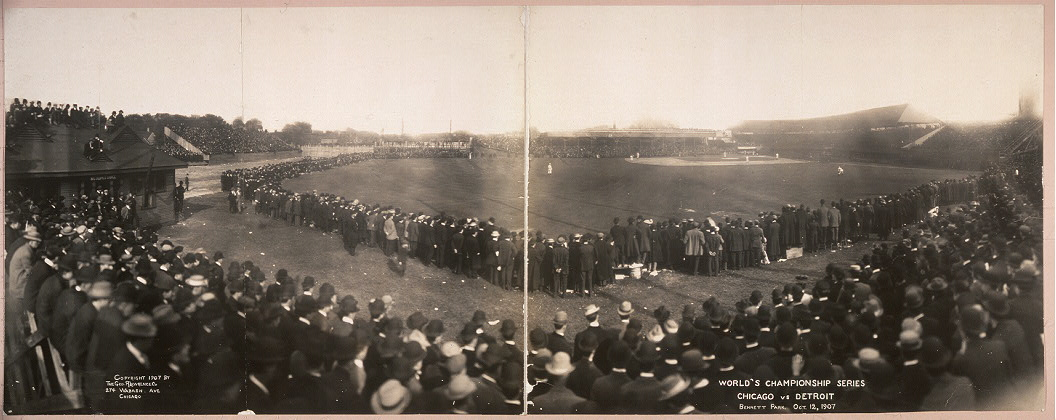
Bennett Park, sede de los Tigers.

### Juego 1
- Día: 8 de octubre
- Estadio: West Side Grounds
- Lugar: Chicago
- Asistencia: 24.377
- Umpires: HP: Hank O'Day, 1B: Jack Sheridan

| Equipo  | 1 | 2 | 3 | 4 | 5 | 6 | 7 | 8 | 9 | 10 | 11 | 12 | C | H  | E |
| ------- | - | - | - | - | - | - | - | - | - | -- | -- | -- | - | -- | - |
| Detroit | 0 | 0 | 0 | 0 | 0 | 0 | 0 | 3 | 0 | 0  | 0  | 0  | 3 | 9  | 3 |
| Chicago | 0 | 0 | 0 | 1 | 0 | 0 | 0 | 0 | 2 | 0  | 0  | 0  | 3 | 10 | 5 |

- Box score y detalle de jugadas

### Juego 2
- Día: 9 de octubre
- Estadio: West Side Grounds
- Lugar: Chicago
- Asistencia: 21.901
- Umpires:  HP: Jack Sheridan, 1B: Hank O'Day

| Equipo                                        | 1 | 2 | 3 | 4 | 5 | 6 | 7 | 8 | 9 | C | H  | E |
| --------------------------------------------- | - | - | - | - | - | - | - | - | - | - | -- | - |
| Detroit                                       | 0 | 1 | 0 | 0 | 0 | 0 | 0 | 0 | 0 | 1 | 10 | 1 |
| Chicago                                       | 0 | 1 | 0 | 2 | 0 | 0 | 0 | 0 | x | 3 | 8  | 1 |
| G: Jack Pfiester (1-0) P: George Mullin (0-1) |   |   |   |   |   |   |   |   |   |   |    |   |

- Box score y detalle de jugadas

### Juego 3
- Día: 10 de octubre
- Estadio: West Side Grounds
- Lugar: Chicago
- Asistencia: 13.114
- Umpires:  HP: Hank O'Day, 1B: Jack Sheridan

| Equipo                                  | 1 | 2 | 3 | 4 | 5 | 6 | 7 | 8 | 9 | C | H  | E |
| --------------------------------------- | - | - | - | - | - | - | - | - | - | - | -- | - |
| Detroit                                 | 0 | 0 | 0 | 0 | 0 | 1 | 0 | 0 | 0 | 1 | 6  | 1 |
| Chicago                                 | 0 | 1 | 0 | 3 | 1 | 0 | 0 | 0 | x | 5 | 10 | 1 |
| G: Ed Reulbach (1-0) P: Ed Siever (0-1) |   |   |   |   |   |   |   |   |   |   |    |   |

- Box score y detalle de jugadas

### Juego 4
- Día: 11 de octubre
- Estadio: Bennett Park
- Lugar: Detroit
- Asistencia: 11.306
- Umpires: HP: Jack Sheridan, 1B: Hank O'Day

| Equipo                                        | 1 | 2 | 3 | 4 | 5 | 6 | 7 | 8 | 9 | C | H | E |
| --------------------------------------------- | - | - | - | - | - | - | - | - | - | - | - | - |
| Chicago                                       | 0 | 0 | 0 | 0 | 2 | 0 | 3 | 0 | 1 | 6 | 7 | 2 |
| Detroit                                       | 0 | 0 | 0 | 1 | 0 | 0 | 0 | 0 | 0 | 1 | 5 | 2 |
| G: Orvall Overall (1-0) P: Bill Donovan (0-1) |   |   |   |   |   |   |   |   |   |   |   |   |

- Box score y detalle de jugadas

### Juego 5
- Día: 12 de octubre
- Estadio: Bennett Park
- Lugar: Detroit
- Asistencia: 7.370
- Umpires:  HP: Hank O'Day, 1B: Jack Sheridan

| Equipo                                         | 1 | 2 | 3 | 4 | 5 | 6 | 7 | 8 | 9 | C | H | E |
| ---------------------------------------------- | - | - | - | - | - | - | - | - | - | - | - | - |
| Chicago                                        | 1 | 1 | 0 | 0 | 0 | 0 | 0 | 0 | 0 | 2 | 7 | 1 |
| Detroit                                        | 0 | 0 | 0 | 0 | 0 | 0 | 0 | 0 | 0 | 0 | 7 | 2 |
| G: Mordecai Brown (1-0) P: George Mullin (0-2) |   |   |   |   |   |   |   |   |   |   |   |   |

- Box score y detalle de jugadas

|                                                      |
| Campeón de las Grandes Ligas Chicago Cubs 1.º título |